# Apatura trochoides
Apatura trochoides är en fjärilsart som beskrevs av Cabeau 1910. Apatura trochoides ingår i släktet Apatura och familjen praktfjärilar. Inga underarter finns listade i Catalogue of Life.